# Пернай, Руслан Анатольевич
Русла́н Анато́льевич Пернай (род. 13 сентября 1977) — футболист и пляжный футболист, тренер. Мастер спорта по пляжному футболу. Главный тренер сборной Молдовы по пляжному футболу. Директор академии пляжного футбола московского «Спартака».

## Биография
Начинал тренерскую карьеру в команде «Зов-Мебель», которая в 2009 году завоевала первый Кубок Беларуси по пляжному футболу. Многократный чемпион Беларуси, Литвы, Латвии, Молдовы. В 2015—2016 году возглавлял Сборную Беларуси по пляжному футболу. В мае 2016 года получил приглашение от московского пляжного «Спартака». Под руководством Руслана Перная «Спартак» дебютировал в главном клубном европейском турнире — Euro Winners Cup где, дойдя до четвертьфинала уступил будущему финалисту — «Артур Мьюзик» (1:3). В турнире за 5-8 места «Спартак» обыграл испанский «Бала Азул» (9:0), но уступил питерскому «Кристаллу» (1:5), заняв шестое место. С 2017 года Пернай руководит академией пляжного футбола «Спартак» (Москва).
В 2019 году был приглашён на должность главного тренера сборной Молдовы по пляжному футболу. Под его руководством команда стала двукратным чемпионом Европы в дивизионе «В» и впервые смогла пробиться в высший дивизион «А», а также получила путёвку на «Всемирные пляжные Олимпийские игры — 2023».

## Достижения

### Как игрок
Командные
- Чемпион Беларуси по пляжному футболу (6): 2011, 2012, 2013, 2014, 2015, 2016
- Чемпион Латвии (2): 2008, 2010
- Чемпион Молдовы (2): 2021, 2022
- Чемпион Литвы: 2019

Личные
- Лучший футболист Беларуси по пляжному футболу: 2009
- Лучший бомбардир чемпионата Беларуси (4): 2009, 2010, 2011, 2013
- Лучший бомбардир чемпионата Латвии (2): 2008, 2010
- Лучший игрок и лучший бомбардир турнира «OBSL-2011» (Санкт-Петербург)

### Как тренер
Сборная Молдовы по пляжному футболу
- Чемпион EBSL Division B: 2021, 2022
- Лучший тренер по пляжному футболу в Молдове: 2021
- Входит в ТОП-20 лучших тренеров 2022 года по версии BSWW[6]

«Нистру» (Кишинев)
- Чемпион Молдовы: 2021, 2022
- Обладатель Кубка Молдовы: 2020, 2021, 2022
- Обладатель Суперкубка Молдовы: 2021, 2022
- Серебряный призёр Varna International Cup: 2021, 2022

«Спартак» (Москва) (пляж.)
- Победитель открытого зимнего чемпионата Санкт-Петербурга: 2016
- Чемпион Москвы в закрытых помещениях: 2017
- Победитель кубка Анохина: 2017
- Чемпион Москвы: 2017
- Серебряный призёр кубка двух столиц: 2016
- Серебряный призёр кубка Победы: 2017